# 클랑항

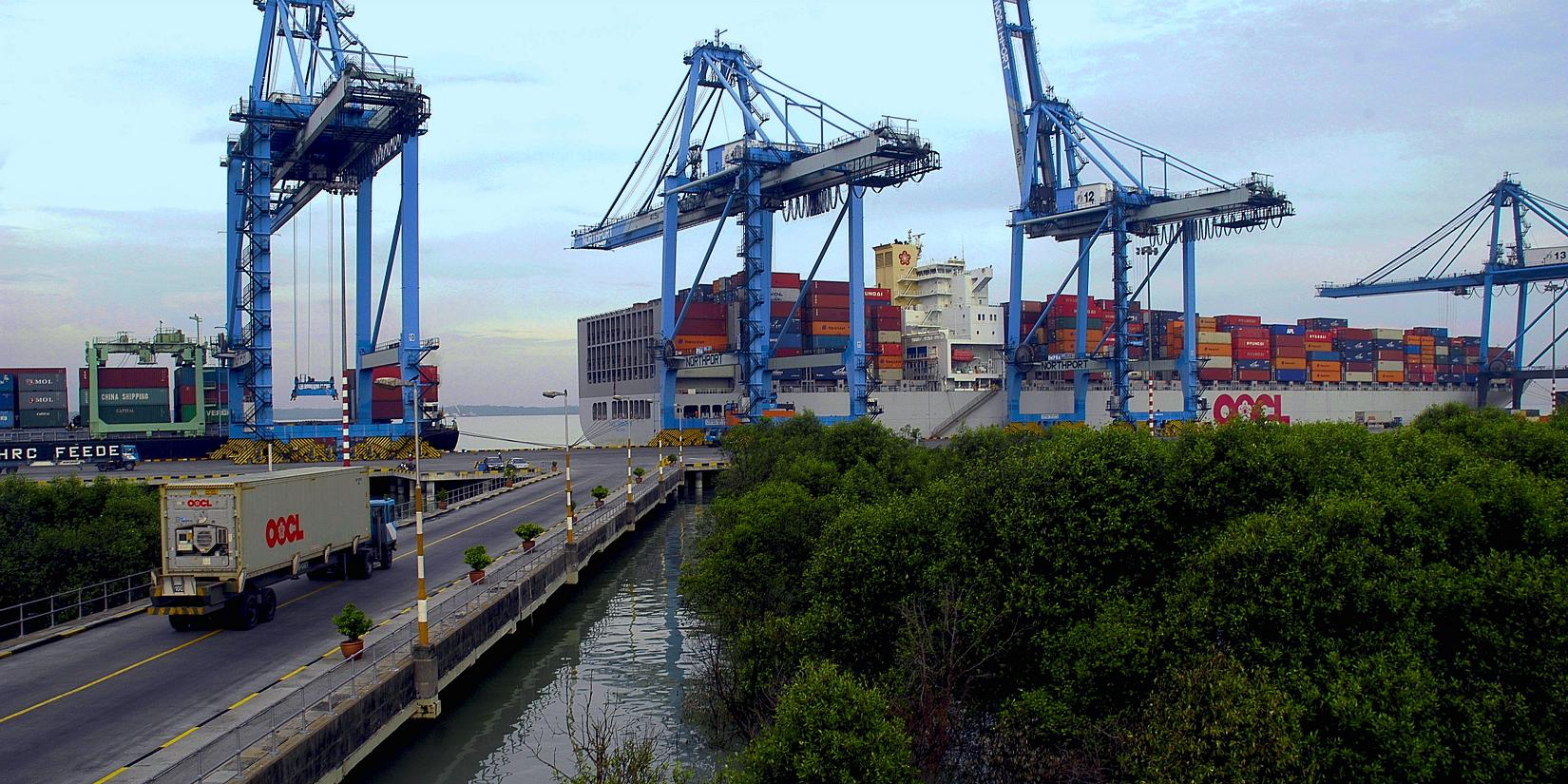
클랑항 북항

클랑항(말레이어: Pelabuhan Klang, 영어: Port Klang, 중국어: 巴生港, 타밀어: கிள்ளான் துறைமுகம்)은 말레이시아 해안 최대의 관문이자, 항구이다. 식민지 시대에는 스웨트넘항(영어: Pelabuhan Swettenham, 영어: Port Swettenham)으로 알려져 있었으며, 1972년 7월에 클랑항으로 개명했다. 항구는 클랑 시내로부터 남서쪽으로 6km 떨어진 곳에 위치하며, 쿠알라룸푸르에서는 약 38km 떨어진 곳에 위치해 있다.
행정 구역상으로는 슬랑오르주 클랑현에 속하며, 2012년 기준으로 세계에서 11번째로 규모가 큰 컨테이너항이기도 하다. 같은 해 기준으로 전체 화물 취급량은 세계 17위를 기록했다.

## 같이 보기
- 지퍼 작전